# Bistrot-brasserie

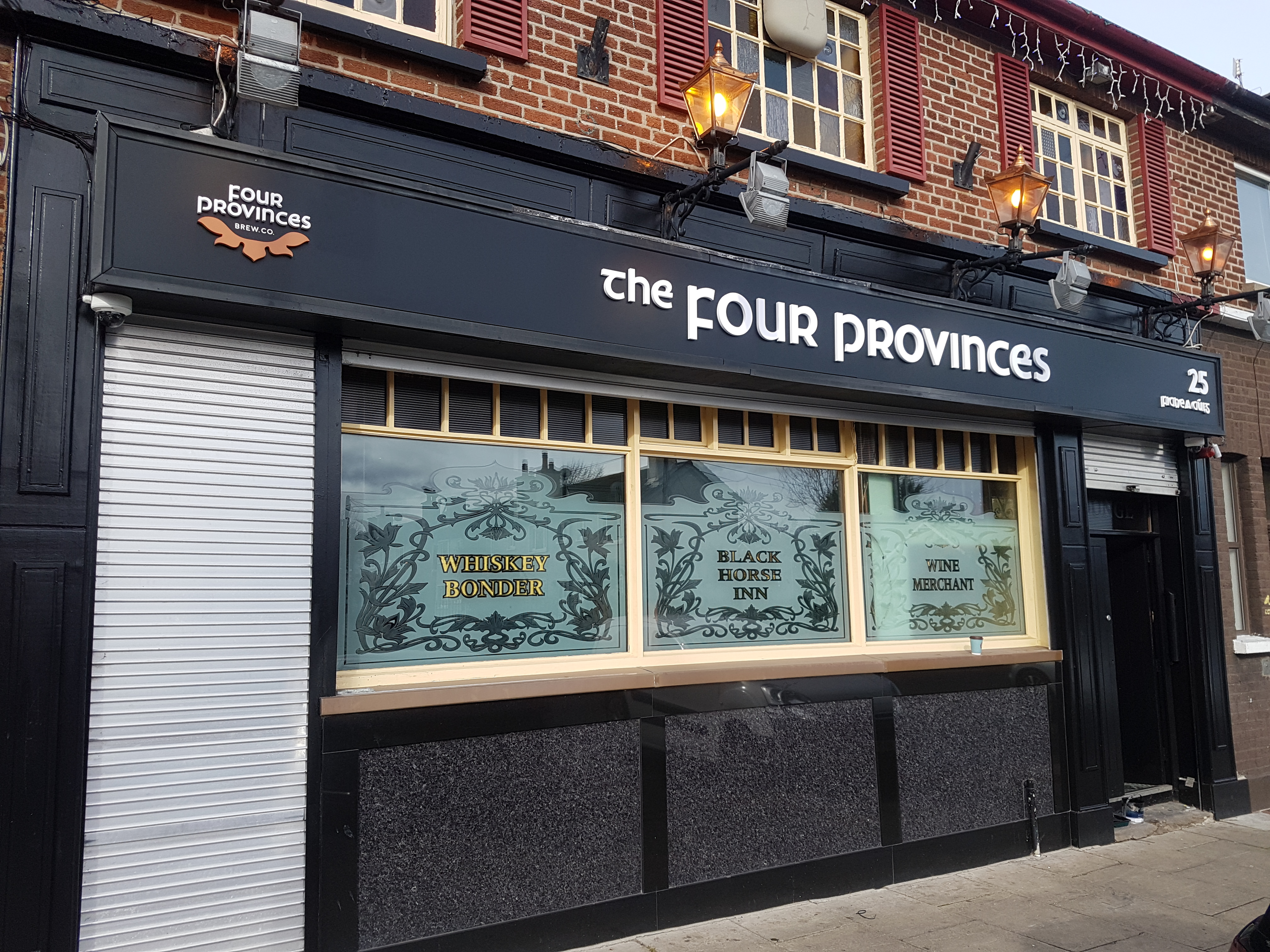
Façade du pub Les Quatre Provinces à Kimmage. 2019

Un bistrot-brasserie ou broue-pub  est un pub dans lequel on peut consommer la bière brassée sur place, parfois aussi appelé « brasserie libre-service » ou « bistro-brasserie ».
Historiquement, ce type d'établissement remonte aux pubs qui n'étaient pas liés à une brasserie et qui brassaient donc leurs propres bières. Il se distingue d'une simple microbrasserie qui souvent n'est qu'une brasserie à petite échelle, comportant parfois un débit de boissons associé.